# 佐藤遼佳
佐藤 遼佳（さとう はるか）は日本の女性声優。主にアダルトゲームに声をあてている。

## 出演作品
太字は主役・メインキャラクター

### ゲーム

#### 2009年
- 姫狩りダンジョンマイスター（ティオファニア）[1]

#### 2010年
- 姉婚（伊達晶）[2]
- JKと淫行教師3 〜万引き少女編〜（城嶋神那）[3]
- 戦国魔姦（上杉謙信）[4]

#### 2011年
- 狗哭（鳴沢まりん）[5]
- 小夜子（土屋咲子）[6]
- JKと淫行教師SP 〜渡る世間はエロ教師ばかり〜（城嶋神那）[7]
- 対魔忍ユキカゼ（秋山凜子）[8]
- 発情エクソシスト! 〜祓うと発情するお嬢様に仕えてます。〜（國東清華・エクィテス）[9]
- パパラブ 〜パパとイチャエロしたい娘達と一つ屋根の下で〜（木崎彩芽）[10]
- へんし〜ん!!! 〜パンツになってクンクンペロペロ〜（水越こなみ）[11]
- LILITH-IZM07 〜俺のペット編〜（國東清華・エクィテス）[12]

#### 2012年
- 女系家族III 〜秘密HIMITSU卑蜜〜（唐沢紫衣）[13]
- ごっくんアスリート！巨乳メダリストのおしゃぶり強化合宿 (上城怜奈)

#### 2015年
- 対魔忍ユキカゼ2（秋山凜子）[14]

### オンラインゲーム
- 対魔忍アサギ 決戦アリーナ（秋山凜子）[15]

### OVA

#### 2013年
- 対魔忍ユキカゼ #1 ユキカゼ編（秋山凜子）

#### 2015年
- 対魔忍ユキカゼ #2 凜子、陥落（秋山凜子）

#### 2016年
- 対魔忍ユキカゼ #3 達郎、絶望（秋山凜子）

### ドラマCD
- 対魔忍ユキカゼ-凜子抱き枕カバー 凜子恋人CD付き]（秋山凜子）
- 対魔忍ユキカゼ 凜子抱き枕カバー 凜子甘エロ責めCD付き（秋山凜子）
- 対魔忍ユキカゼ-凜子抱き枕カバー 凜子監禁凌辱エロCD付き（秋山凜子）
- 対魔忍アサギ決戦アリーナグッズセット/秋山凜子Ver.（秋山凜子）